# Liliowe (przełęcz)
Liliowe (słow. Ľaliové sedlo, niem. Liliensattel, węg. Liliowe-hágó) – położona na wysokości 1952 m łagodna przełęcz w głównej grani Tatr, pomiędzy Beskidem (2012 m) a Skrajną Turnią (2097 m). Przez grań tę przebiega granica polsko-słowacka.

## Topografia
Jest to płytka i rozległa przełęcz. Pomiędzy nią a Beskidem Władysław Cywiński wyróżnia jeszcze Liliową Kopkę (ok. 1975 m) i przełączkę Wyżnie Liliowe (ok. 1965 m). Po polskiej stronie trawiaste stoki Liliowego opadają do górnej części Doliny Gąsienicowej. Po słowackiej stronie spod przełęczy opada do Doliny Cichej żleb, do którego w połowie długości dołącza Żleb Zaremby spod Skrajnej Turni. Żlebami tymi w zimie schodzą duże lawiny.
Przełęcz Liliowe stanowi powszechnie uznawaną geologiczną i krajobrazową granicę pomiędzy Tatrami Wysokimi a Zachodnimi. W dół obydwu dolin granica ta biegnie żlebami schodzącymi spod przełęczy.

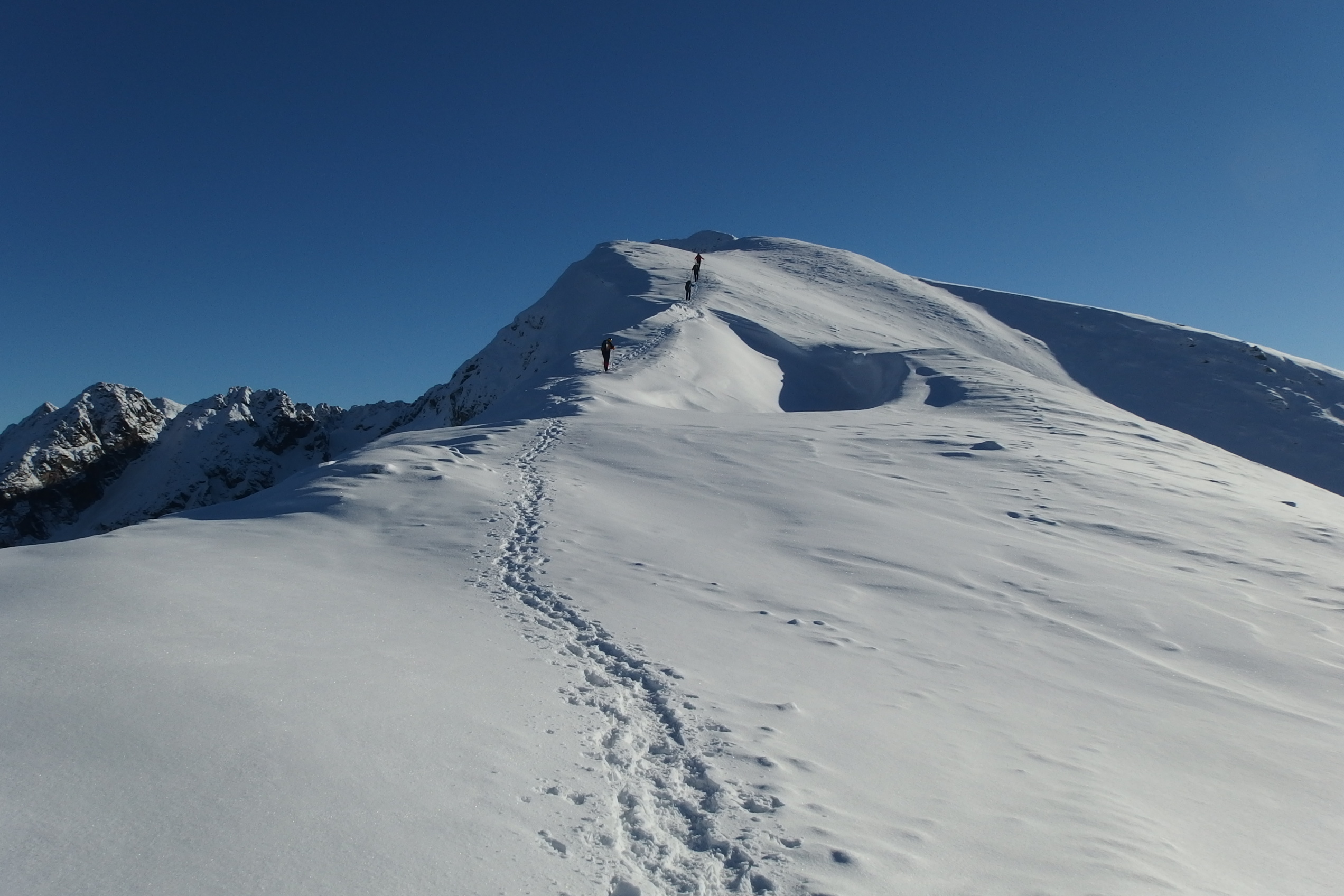
Liliowe zimą

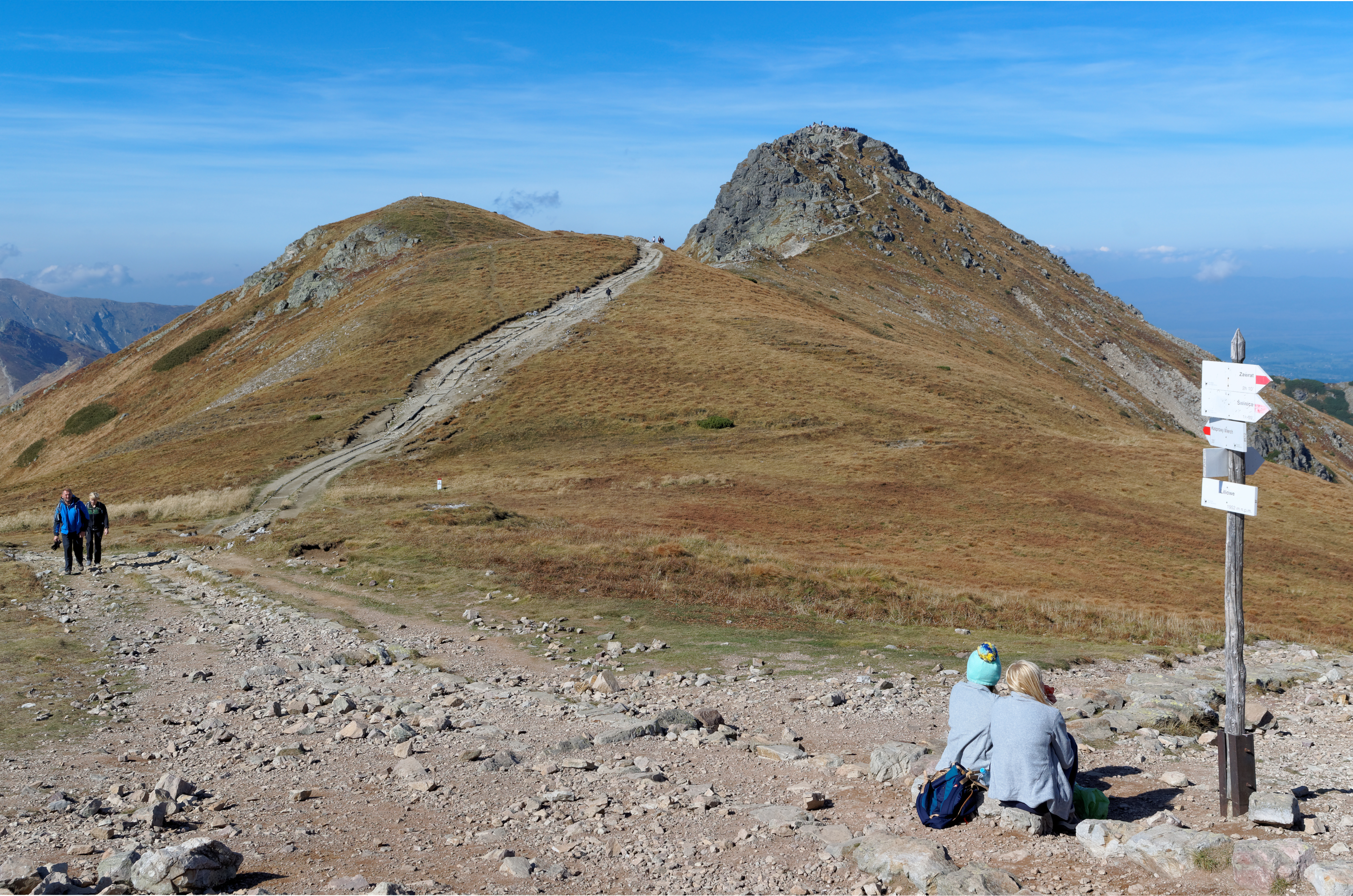
Przełęcz Liliowe latem

## Historia
Nazwa przełęczy pochodzi od rośliny pełnik alpejski, przez miejscową ludność zwaną „lelują”, lub od pierwiosnki maleńkiej. Kazimierz Zarzycki, Zofia Zwolińska w 1984 r. pisali: W okresie kwitnienia liliowo od rosnącej tu obficie pierwiosnki maleńkiej.
Dawniej przełęcz była znanym miejscem przejścia przez grań główną z jednej strony Tatr na drugą; znajduje się na mapie Filipa Moscheroscha z 1790 r. Była też ulubionym miejscem poety Kazimierza Tetmajera. Pisał on: „Liliowa Przełęcz, z której tylekroć patrzałem do Wierchcichej, do doliny na dole, która wydawała mi się jak cudowny złocisty sen”.
W 1902 r. planowano budowę kolejki zębatej na tę przełęcz oraz na Świnicką Przełęcz. Projekt ten budził wielki opór miłośników przyrody i Tatr i nie doszło do jego realizacji. Przed II wojną światową istniał dość popularny wśród polskich turystów szlak turystyczny z przełęczy Liliowe przez Zawory do słowackiej Doliny Ciemnosmreczyńskiej (zamknięto go po wojnie).

## Przyroda
Przełęcz Liliowe to szerokie, trawiaste siodło zbudowane z mało odpornych na erozję jurajskich skał wapiennych, margli kredowych i triasowych piaskowców. Występuje w jej rejonie kilka niewielkich zagłębień terenu, w których bujnie rozwijają się, mimo dużej wysokości wysokogórskie ziołorośla. W sierpniu bujnie zakwitają w nich całe kępy: tojadu mocnego, różeńca górskiego, miłosnej górskiej. Z rzadkich roślin w rejonie przełęczy występują ukwap karpacki, babka górska i szarota Hoppego – gatunki w Polsce występujące tylko w Tatrach i to na nielicznych stanowiskach.

## Szlaki turystyczne
Czasy przejścia podane na podstawie mapy.
 – czerwony szlak turystyczny z Doliny Kościeliskiej przez Czerwone Wierchy i dalej główną granią Tatr przez Kasprowy Wierch, Liliowe i Świnicką Przełęcz na szczyt Świnicy i dalej w kierunku Orlej Perci.
- Czas przejścia z Kasprowego Wierchu na Liliowe: 20 min, z powrotem tyle samo
- Czas przejścia z Liliowego na Świnicę: 1:20 h, ↓ 1 h

 – zielony do Doliny Gąsienicowej. Czas przejścia z przełęczy do Gienkowych Murów i żółtego szlaku Kasprowy Wierch – „Murowaniec”: 35 min, ↑ 50 min